# Simon Geisler
Simon Geisler (* 27. Oktober 1868 in Gerlos; † 11. April 1931 in Krimml im Pinzgau) war ein österreichischer Politiker der  Christlichsozialen Partei (CSP).

## Ausbildung und Beruf
Nach dem Besuch der Volksschule bekam er Privatunterricht. Später wurde er Bauer und Gastwirt in Krimml im Pinzgau.

## Politische Funktionen
- Mitglied des Gemeinderates von Krimml
- 1908–1912 Bürgermeister von Krimml

## Politische Mandate
- 17. Mai 1919 bis 9. November 1920: Mitglied der Konstituierenden Nationalversammlung, CSP
- 10. November 1920 bis 1. Oktober 1930: Mitglied des Nationalrates (I., II. und III. Gesetzgebungsperiode), CSP
- 2. Dezember 1930 bis 11. April 1931: Mitglied des Nationalrates (IV. Gesetzgebungsperiode), CSP